# Аспара (Грузия)
Аспара (груз. ასფარა, з.-арм. Ասփարա) — село в Ниноцминдском муниципалитете края Самцхе-Джавахети в Грузии, на западном берегу озера Паравани. Село расположено на высоте 2080 м от уровня моря, в 40 км от административного центра Ниноцминда. На берегу озера сохранились руины церкви, которая по мнению М. Беридзе "в своё время была довольно большим зданием". По данным переписи 2002 года, проведённой департаментом статистики Грузии, в селе живёт 107 человек, из которых 57 мужчин и 50 женщин. Большую часть населения составляют армяне. На 2022 год в селе нет постоянных жильцов.